# 峨眉楼梯草
峨眉楼梯草（学名：Elatostema omeiense）是荨麻科楼梯草属的植物，为中国的特有植物。分布在中国大陆的四川等地，生长于海拔1,000米的地区，多生长在山地路边阴处，目前尚未由人工引种栽培。